# FMV busz (Miskolc)
A miskolci FMV jelzésű autóbuszvonal Felső-Majláth és a Vadaspark között húzódik, amelyet a Miskolc Városi Közlekedési Zrt. üzemeltet a városi majálisok idején.

## Története
Az MVK Zrt. többéves szokása, hogy minden év május 1-jén díjmentesen igénybe vehető járatokat indít a városi majálisra AMP, RMP, FMV és MPV jelzéssel.
A miskolci tömegközlekedést biztosító vállalat autóbuszai a szabad- és munkaszüneti napi menetrend, villamosai vasárnapi menetrend szerint közlekednek május első napján, a 4 különböző autóbuszvonal járatai ütemezett menetrend szerint, és az alapmenetrendben meghirdetett buszokon felül indulnak (néhány kivétellel). Az FMV és MPV autóbuszok a ZOO buszok ingázását váltják ki aznap.

## Útvonala
Az FMV jelzésű autóbuszok Felső-Majláthról elindulnak a Majális-parkig az 1-es autóbuszvonalon, majd onnan az injekcióüzem irányából érkeznek a Miskolci Állatkert és a Csanyik területére. Üzemkezdettől zárásig az itt érvényben levő egyirányúsítás feloldott.
| Felső-Majláth – Vadaspark                                                        | Vadaspark – Felső-Majláth                                                        |
| -------------------------------------------------------------------------------- | -------------------------------------------------------------------------------- |
| Felső-Majláth ➝ Hegyalja út ➝ Vadas Jenő utca ➝ 2505 ➝ Csanyik-völgy ➝ Vadaspark | Vadaspark ➝ Csanyik-völgy ➝ 2505 ➝ Vadas Jenő utca ➝ Hegyalja út ➝ Felső-Majláth |

## Közlekedése
Felső-Majláth irányából
- 9:01 és 19:01 között negyedóránkénti ütemezettséggel,
- valamint 19:21-kor és 19:46-kor;

A Vadaspark irányából
- 9:12 és 19:12 között negyedóránkénti ütemezettséggel,
- valamint 19:32-kor és 19:57-kor indulnak autóbuszok.

## Megállóhelyei
| 0 | Felső-Majláth végállomás | 0.0 km | 0 | 1, 1G, 1VP, 5, 15, 21, 53, 54, 901, AMP, RMP 1053, 1383 3753, 3755 1 |
| 1 | Hóvirág utca             | 1.0 km | 2 | 1, 1VP, 5, 15, 53, 54, 901, AMP, RMP                                 |
| 2 | Papírgyár                | 1.5 km | 3 | 1, 1VP, 5, 15, 53, 54, 901, AMP, RMP 1383 3755                       |
| 3 | Majális-park             | 1.8 km | 4 | 1, 5, 15, 53, 54, 901, AMP, RMP, MPV 1383 3755                       |
| 4 | Injekcióüzem             | 2.7 km | 6 | 5, 15, MPV 3755                                                      |
| 5 | Vadaspark végállomás     | 3.8 km | 8 | MPV                                                                  |